# Paramito
Genre
Paramito est un genre d'araignées aranéomorphes de la famille des Hahniidae.

## Distribution
Les espèces de ce genre sont endémiques d'Équateur.

## Liste des espèces
Selon World Spider Catalog (version 25.0, 03/03/2024) :
- Paramito oyacachi Dupérré & Tapia, 2024
- Paramito papallacta Dupérré & Tapia, 2024

## Systématique et taxinomie
Ce genre a été décrit par Dupérré et Tapia en 2024 dans les Hahniidae.

## Publication originale
- Dupérré & Tapia, 2024 : « First record of the family Hahniidae in Ecuador with description of thirteen new species and three new genera (Araneae: Hahniidae). » Taxonomy, vol. 4, no 1, p. 53-111 (texte intégral).